# Galerina marginata
Espèce
Synonymes
Agaricus marginatus Batsch (1789)

Agaricus unicolor Vahl (1792)

Agaricus autumnalis Peck (1872)

Pholiota marginata (Batsch) Quél. (1872)

Pholiota discolor Peck (1873)

Galerina unicolor (Vahl) Singer (1936)

Galerina venenata (Vahl) Singer (1953)

Galerina autumnalis (Peck) A.H.Sm. & Singer (1964)

Galerina oregonensis A.H.Sm. (1964)
Galerina marginata, la galère marginée, est une espèce de champignons basidiomycètes vénéneux de l'hémisphère nord du genre Galerina, de la famille des Hymenogastraceae et de l'ordre des Agaricales.
Les sporophores de ce champignon sont bruns à beiges, perdent leur couleur au séchage, Ils sont hygrophanes. Les lames sont brunâtres et donnent une impression de spores rouille.
Un anneau membraneux bien net est généralement visible sur le stipe de jeunes spécimens, mais disparaît souvent avec l'âge. Sur les vieux sporophores, les hyménophores sont plus plats et les lames et les pieds sont bruns.

## Toxicité sévère et confusion
L'espèce est un classique petit champignon brun et peut être facilement confondu avec plusieurs espèces comestibles. Sa confusion avec Kuehneromyces mutabilis, la Pholiote changeante, peut être très facile.

### Pharmacologie
Espèce extrêmement toxique, il contient parfois six fois plus de substances toxiques que l'amanite phalloïde, dont les amatoxines mortelles. Son ingestion en quantités toxiques provoque des lésions hépatiques sévères accompagnées de vomissements, de diarrhée, d'hypothermie et de mort éventuelle si elle n'est pas traitée rapidement. Environ dix intoxications ont été attribuées à l'espèce désormais regroupée comme Galerina marginata au cours du siècle dernier.

## Habitat
Galerina marginata est très répandu dans l'hémisphère nord, y compris en Europe, Amérique du Nord et en Asie et a également été trouvé en Australie. Il s'agit d'un champignon poussant principalement sur les bois de conifères en décomposition.

## Description
Hyménophore convexe, d'un diamètre de 3 à 5 centimètres. Le stipe mesure de 2 à 6 cm, et porte un petit anneau fragile.